# St. John’s Fog Devils
St. John’s Fog Devils – juniorski kanadyjski klub hokejowy z siedzibą w St. John’s. Drużyna występowała w rozgrywkach ligi LHJMQ, w konferencji wschodniej. W 2008 roku przeniesiony został do Montrealu zmieniając nazwę na Montreal Junior Hockey Club. Zespół w swojej historii trzykrotnie awansował do fazy play-off przegrywając w każdym sezonie w pierwszej rundzie play-off.
Od 2011 w mieście funkcjonuje klub St. John’s IceCaps.

## Rezultaty sezonów
Legenda: M = Mecze, W = Wygrane, P = Przegrane, PDK = Przegrane po dogrywce lub karnych, Pkt = Punkty, BZ = Bramki zdobyte, BS = Bramki Stracone, Klasyfikacja= Miejsce w konferencji wschodniej w sezonie zasadniczym
| Sezon   | M  | W  | P  | PDK | Pkt | BZ  | BS  | Klasyfikacja |
| ------- | -- | -- | -- | --- | --- | --- | --- | ------------ |
| 2005–06 | 70 | 30 | 34 | 6   | 66  | 219 | 286 | 6. miejsce   |
| 2006–07 | 70 | 28 | 36 | 6   | 62  | 280 | 310 | 7. miejsce   |
| 2007–08 | 70 | 32 | 30 | 8   | 72  | 217 | 225 | 6. miejsce   |